# آنتونی استفن
آنتونی استفن (انگلیسی: Anthony Steffen؛ ‏ ۲۱ ژوئیهٔ ۱۹۲۹ – ۴ ژوئن ۲۰۰۴) هنرپیشه و فیلم‌نامه‌نویس ایتالیایی، برزیلی بود. وی در بیش از ۲۵ فیلم وسترن اسپاگتی، نقش اصلی را بر عهده داشت. از فیلم‌هایی که وی در آن نقش داشته‌است می‌توان به سدوم و گمورا، برادران شکست‌ناپذیر ماچیسته، شارلوت، رها، پلی متل و آریزونا کلت بازمی‌گردد اشاره کرد.